# Ahmadou Ahidjo
Ahmadou Babatoura Ahidjo (Garoua, 24. kolovoza 1924. – Dakar, 30. studenog 1989.), afrički vođa i prvi predsjednik nezavisnog i ujedinjenog Kameruna. 
Rodio se u selu Garoua na sjeveru Kameruna na tada Francuskom mandatnom teritoriju. Potječe iz naroda Fulba. Otac mu je bio seoski poglavar. U politiku je ušao 1946. godine a 1953. postaje član skupštine Francuske unije. Bio je prvi predsjednik i premijer Kameruna a na vlasti je bio od 1960. do 1982. godine.
Ahidjo je imao važnu ulogu u osamostaljenju Kameruna od Francuske, kao i ponovnom ujedinjenju dijelova zemlje s francuskim i engleskim jezikom. Za vrijeme svog mandata, uspostavio je centralizirani politički sustav. 1966. je uspostavio jednostranačku državu pod Kamerunskom nacionalnom unijom (CNU). Godine 1972. je ukinuo federaciju u korist unitarne države a 1976. godine ukida i višestranačje.
Neočekivano, 4. studenoga 1982. Ahidjo iz zdravstvenih razloga daje ostavku na mjesto predsjednika države, a premijer Paul Biya na temelju ustavnih ovlasti preuzima predsjedništvo. Međutim, Ahidjo zadržava mjesto predsjednika CNU-a i time izaziva političku krizu u zemlji. U lipnju 1983. daje ostavku na mjesto predsjednika CNU-a te odlazi u egzil u Francusku. U veljači 1984. biva optužen za izazivanje državnog udara. U odsutnosti je osuđen na smrtnu kaznu koja je naknadno preinačena u kaznu doživotnog zatvora. Umire 1989. godine prirodnom smrću u Senegalu. 

Službeno je rehabilitiran u prosincu 1991.